# Pterobryopsis mexicana
Pterobryopsis mexicana är en bladmossart som beskrevs av Fleischer 1905. Pterobryopsis mexicana ingår i släktet Pterobryopsis och familjen Pterobryaceae. Inga underarter finns listade i Catalogue of Life.